# Longitarsus montivagus
Longitarsus montivagus är en skalbaggsart som beskrevs av Horn 1889. Longitarsus montivagus ingår i släktet Longitarsus och familjen bladbaggar. Inga underarter finns listade i Catalogue of Life.